# Kapelle Bruggen

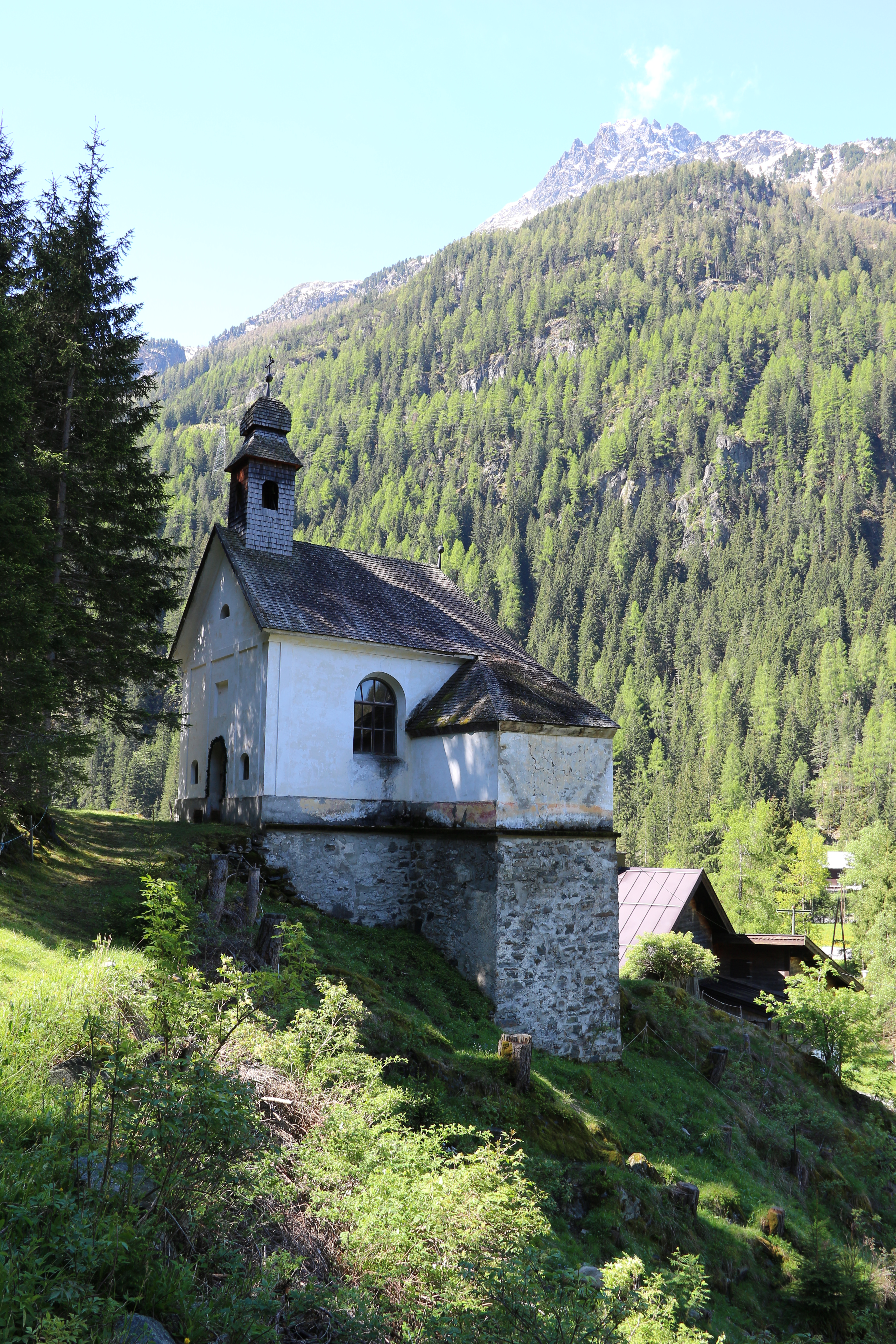
Kapelle Unser Herr im Elend in Bruggen, Gemeinde Längenfeld

Die Kapelle Unser Herr im Elend ist eine römisch-katholische Kapelle in Bruggen in der Gemeinde Längenfeld in Tirol.
Die Kapelle steht erhöht am östlichen Talhang des Totterschrofen an der alten Talstraße. Der große Kapellenbau aus dem 19. Jahrhundert mit Lisenengliederung und Rundbogenfenstern, mit einem Dachreiter mit einer Biedermeierhaube, steht auf Subkonstruktionen. Die Fassade ist nach Osten gerichtet. An ein kreuzgratgewölbtes Joch schließt eine Rundapsis an.
Der spätbarocke Altar trägt die Figuren Unser Herr im Elend (Matreier Christus) aus dem 17. Jahrhundert. Die Figuren Trauernde Maria und Johannes schuf Josef Anton Renn in der 2. Hälfte des 18. Jahrhunderts.